# Lijst van beschermd erfgoed in Floreffe
Onderstaande tabel geeft een overzicht van de beschermde erfgoederen in de gemeente Floreffe. Het beschermd erfgoed maakt onderdeel uit van het cultureel erfgoed in België.
| Object | Bouwjaar/architect | Deelgemeente | Adres                             | Coördinaten                   | Nummer?                | Afbeelding |
| --- | ------------------ | ------------ | --------------------------------- | ----------------------------- | ---------------------- | --- |
| Oude romaanse molen van de abdij van Floreffe (monument) |                    | Floreffe     | Rue du Séminaire 7                | 50° 25' 57" NB, 4° 45' 32" OL | 92045-CLT-0001-01 Info | Oude romaanse molen van de abdij van Floreffe (monument) |
| Abdij van Floreffe: abdijgebouwen, hoeve, gebouw bij de vijver, keerwanden, parochiekerk Onze-Lieve-Vrouw van de Rozenkrans en Sint-Rochuskapel (monument) ensemble van deze gebouwen en hun omliggende terreinen, met hoeve van Robersart (site) |                    | Floreffe     | Rue du Séminaire                  | 50° 25' 59" NB, 4° 45' 33" OL | 92045-CLT-0002-01 Info | Abdij van Floreffe: abdijgebouwen, hoeve, gebouw bij de vijver, keerwanden, parochiekerk Onze-Lieve-Vrouw van de Rozenkrans en Sint-Rochuskapel (monument)ensemble van deze gebouwen en hun omliggende terreinen, met hoeve van Robersart (site) |
| Kapel Sint-Pieter en -Paulus (monument) ensemble van de kapel en zijn omgeving (site) |                    | Franière     | Rue de Floreffe                   | 50° 26' 1" NB, 4° 44' 11" OL  | 92045-CLT-0005-01 Info | |
| De gevels en daken van de kasteelhoeve |                    | Soye         | Place de l'Europe 22              | 50° 26' 52" NB, 4° 43' 49" OL | 92045-CLT-0006-01 Info | |
| Sint-Martinuskapel |                    | Soye         | Rue de la Basse-Sambre 97, Jodion | 50° 27' 22" NB, 4° 43' 51" OL | 92045-CLT-0011-01 Info | |
| Sint-Rochuskapel |                    | Soye         | Rue Saint-Roch 72                 | 50° 27' 9" NB, 4° 43' 57" OL  | 92045-CLT-0012-01 Info | |
| Hoektoren van de hoeve de la Tour, interieur en exterieur (monument) ensemble gevormd door de voormalige meander van de Sambre, de hoeve de la Tour met zijn bijgebouwen en omringende terreinen (site)                                           |                    | Floriffoux   | Rue Oscar Gubin 20                | 50° 27' 0" NB, 4° 45' 43" OL  | 92045-CLT-0013-01 Info | |
| Uitbreiding van de bescherming als monument van de abdij van Floreffe tot de keerwanden en afsluitmuren enerzijds, en de waterloop tussen de twee abdijmolens anderzijds (monument)                                                               |                    | Floreffe     | Rue du Séminaire                  |                               | 92045-CLT-0020-01 Info | |